# Cratichneumon stenocarus
Cratichneumon stenocarus är en stekelart som först beskrevs av Thomson 1887.  Cratichneumon stenocarus ingår i släktet Cratichneumon och familjen brokparasitsteklar. Arten är reproducerande i Sverige. Inga underarter finns listade i Catalogue of Life.